# یوهانس بلاسکوویتس
یوهانس آلبرخت بلاسکوویتس (به آلمانی: Johannes Albrecht Blaskowitz) (۱۰ ژوئیه ۱۸۸۳ – ۵ فوریه ۱۹۴۸) نظامی بلندپایه آلمانی در دوره رایش سوم بود که فرماندهی یگان‌های مختلفی از نیروی زمینی را در جریان جنگ جهانی دوم بر عهده داشت.

## زندگی‌نامه
ترفیع درجات:
- ۲۷ ژانویه ۱۹۰۲: ستوان دوم
- ۱۹۱۱: ستوان یکم
- ۱۹۱۴: سروان
- ۱ ژوئن ۱۹۲۱: سرگرد
- ۱ آوریل ۱۹۲۶: سرهنگ دوم
- ۱ اکتبر ۱۹۲۹: سرهنگ
- ۱ اکتبر ۱۹۳۲: سرتیپ
- ۱ دسامبر ۱۹۳۳: سرلشکر
- ۱۹۳۶: سپهبد (ژنرال پیاده‌نظام)
- ۱ اکتبر ۱۹۳۹: ارتشبد

یوهانس بلاسکوویتس روز ۱۰ ژوئیه سال ۱۸۷۸ در پترسوالده در پروس شرقی به دنیا آمد. در هر دو جبهه جنگ جهانی اول خدمت کرد. از سال ۱۹۳۵ با درجه سرلشکری فرماندهی سپاه ۲ را در اشتتین به مدت ۳ سال بر عهده داشت. بلاسکوویتس جزو افسرانی که با تشکیک در وفاداریشان در سال ۱۹۳۸ کنار نهاده شدند، نبود. با ترفیع به درجه سپهبدی فرماندهی گروه ارتش ۳ در درسدن به او سپرده شد. جنگ با لهستان را «یک وظیفه مقدس» می‌دانست و هیچ اعتراضی نسبت به تهاجم به این کشور نداشت. در تهاجم به لهستان در سال ۱۹۳۹ ارتش هشتم از گروه ارتش جنوب را فرماندهی می‌کرد. بلاسکوویتس نیروهای لهستانی را در پوزن محاصره و در یورش به ورشو مشارکت نمود. روز ۲۷ سپتامبر نمایندگان لهستان در قرارگاهش با او دیدار و روز بعد قرارداد تسلیم را امضا کردند. پس از این پیروزی، به عنوان فرمانده نیروهای آلمانی در لهستان منصوب گردید؛ با این حال، بیشتر امور توسط عوامل غیرنظامی اداره می‌شد.
با توجه به معترض بودن نسبت به نحوه اداره اراضی تصرف‌شده بلاسکوویتس سال‌های بعدی به حاشیه رانده شد. بدین شکل، هیچ نقشی در تهاجم به فرانسه و شوروی نداشت. سال ۱۹۴۳ یک سپاه را در فرانسه اشغالی فرماندهی کرد. مشارکتی در کودتای ۲۰ ژوئیه علیه هیتلر نکرد و مورد پیگیرد قرار نگرفت. همان سال به فرماندهی گروه ارتش گه برای اداره تمامی نواحی جنوب رود لوآر در فرانسه منصوب شد. با نیروهایش در مقابل پیاده‌سازی متفقین در عملیات اَنویل در ساحل ریویرا قرار گرفت. با در اختیار داشتن تنها دو ارتش میدانی ضعیف و برهم‌ریختن خطوط ارتباطی توسط پارتیزان‌ها، وادار به عقب‌نشینی شد. در حین مبارزه یگان خود را تا ناحیه ووژ و خط رود موزل عقب کشید. به هر صورت، با عدم حصول موفقیت در یک ضد حمله زرهی، ماه سپتامبر از مقام خود عزل شد. ماه ژانویه سال ۱۹۴۵ فرماندهی گروه ارتش ها در جبهه کشورهای سفلی را بر عهده گرفت. با سازماندهی مناسب مقاومت سختی در برابر دشمن نشان داد. تا پایان جنگ در هلند در حال مبارزه بود.
بلاسکوویتس پس از جنگ روز ۸ مه سال ۱۹۴۵ به اسارت نیروهای کانادایی درآمد و قرار بر محاکمه او در دادگاه نورنبرگ در سال ۱۹۴۸ بود. با وجود این که بعید به نظر می‌رسید محکوم شود، ۵ فوریه سال ۱۹۴۸ در زندانی در نورنبرگ دست به خودکشی زد و به زندگی خود پایان داد.